# Eremascus
Eremascus — рід грибів родини Eremascaceae. Назва вперше опублікована 1883 року.

## Класифікація
До роду Eremascus відносять 3 види:
- Eremascus albus
- Eremascus fertilis
- Eremascus terrestris